# 小行星1732
小行星1732（1732 Heike）是一颗围绕太阳公转的小行星。1943年3月9日，卡爾·威廉·萊茵姆特在海德堡发现了此天体。
該小行星以德國天文學家阿爾弗雷德·博爾曼的孫女海克·內克爾（Heike Neckel）命名。
这颗小行星的绝对星等为208.8754827500979等。